# Покровский сельский округ (Акмолинская область)
Покро́вский се́льский окру́г (каз. Покровка ауылдық округі) — административная единица в составе Атбасарского района Акмолинской области Республики Казахстан. 
Административный центр — село Покровка.

## География
Сельский округ расположен в северной части района, граничит:
- на востоке со сельским округом Бастау,
- на юго-востоке со селом Борисовка,
- на юге с городом Атбасар и Сергеевским сельским округом,
- на западе с Беловодским сельским округом Жаксынского района,
- на северо-западе со селом Новосельское,
- на северо-востоке с Полтавским сельским округом.

Через территорию сельского округа протекают две реки — Жабай и Жыланды. 

## История
В 1989 году существовал как — Покровский сельсовет (село Покровка).
В периоде 1991—1998 годов сельсовет был преобразован в сельский округ в соответствии с реформами административно-территориального устройства Республики Казахстан.
Постановлением акимата Акмолинской области от 10 декабря 2009 года № а-13-532 и решением Акмолинского областного маслихата от 10 декабря 2009 года № 4С-19-5 «Об упразднении и преобразовании некоторых населенных пунктов и сельских округов Акмолинской области по Аккольскому, Аршалынскому, Астраханскому, Атбасарскому, Енбекшильдерскому, Зерендинскому, Есильскому, Целиноградскому, Шортандинскому районам» (зарегистрированное Департаментом юстиции Акмолинской области 20 января 2010 года № 3344):
- Покровский сельский округ был преобразован со включением в его состав села Садовое;
- Садовый сельский округ был упразднён и исключён из учётных данных.

## Население
| Численность населения | Численность населения | Численность населения |
| 1989                  | 1999                  | 2009                  |
| --------------------- | --------------------- | --------------------- |
| 1721                  | ↘1150                 | ↘834                  |

## Состав
| № | Населённый пункт | Тип населённого пункта       | Население, 1989 | Население, 1999 | Население, 2009 |
| - | ---------------- | ---------------------------- | --------------- | --------------- | --------------- |
| 1 | Покровка         | село, административный центр | 1 721           | 1 150           | 834             |
| 2 | Садовое          | село                         | 937             | 824             | 688             |

## Местное самоуправление
Аппарат акима Покровского сельского округа — село Покровка, улица Жастар, 9.
- Аким сельского округа — Исентаева Наиля Балагулкызы[1].